# كارين أسكس
كارين أسكس (بالإنجليزية: Karen Essex)‏ (1900، نيو أورلينز في الولايات المتحدة)؛ كاتِبة، كاتبة سيناريو، صحفية وروائية أمريكية.